# ベニー・グリーン (トロンボーン奏者)
ベニー・グリーン（Bennie Green、1923年4月16日 - 1977年3月23日）は、アメリカのジャズ・トロンボーン奏者。イリノイ州シカゴ出身。
ブルーノート・レーベルなどに録音が残る。
共演者には、ジミー・フォレスト、ソニー・クラーク、ジーン・アモンズ、アイク・アイザックス、エルヴィン・ジョーンズ、チャーリー・ラウズ、ギルド・マホネス、ポール・チェンバースらが挙げられる。

## ディスコグラフィ

### リーダー・アルバム
- 『ベニー・グリーン・ブロウズ・ヒズ・ホーン』 - Bennie Blows His Horn (1955年、Prestige)
- 『ベニー・グリーン・ウィズ・アート・ファーマー』 - Bennie Green with Art Farmer (1956年、Prestige)
- Blow Your Horn (1956年、Decca)
- 『ウォーキング・ダウン』 - Walking Down (1956年、Prestige)
- 『バック・オン・ザ・シーン』 - Back on the Scene (1958年、Blue Note)
- 『ソウル・スターリン』 - Soul Stirrin' (1958年、Blue Note)
- 『ザ・45セッションズ』 - The 45 Session (1958年、Blue Note)
- 『ジャギン・アラウンド』 - The Swingin'est (1959年、Vee Jay) ※旧邦題『スインギンスト』
- 『ウォーキン&トーキン』 - Walkin' and Talkin (1959年、Blue Note)
- 『スウィング・ザ・ブルース』 - Bennie Green Swings the Blues (1960年、Enrica)
- 『ベニー・グリーン』 - Bennie Green (1960年、Time)
- 『グライディン・アロング』 - Glidin' Along (1961年、Jazzland)
- 『ホーンフル・オブ・ソウル』 - Hornful of Soul (1961年、Bethlehem)

### 参加アルバム
- カウント・ベイシー : 『ベイシー・ライズ・アゲイン』 - Basie Rides Again (1961年、Verve)
- ジョージ・ベンソン : 『ザ・ジョージ・ベンソン・クックブック』 - The George Benson Cookbook (1967年、Columbia)
- ブッカー・アーヴィン : 『ブッカー・ン・ブラス』 - Booker 'n' Brass (1967年、Pacific Jazz)
- バック・クレイトン : Jumpin' at the Woodside (1955年、Columbia)
- バック・クレイトン : 『バック・クレイトン・ジャム・セッション』 - All the Cats Join In (1956年、Columbia)
- ソニー・クリス : 『ソニー・クリス・ライヴ・インL.A.1951』 - Intermission Riff (1988年、Pablo) ※1951年録音
- マイルス・デイヴィス : Blue Period (1953年、Prestige)
- マイルス・デイヴィス : 『マイルス・デイビス・アンド・ホーンズ』 - Miles Davis and Horns (1956年、Prestige)
- デューク・エリントン : Second Sacred Concert (1968年、Fantasy)
- デューク・エリントン : Up in Duke's Workshop (1979年、Pablo)
- スリム・ゲイラード : Opera in Vout (1982年、Verve)
- アール・ハインズ : Varieties! (1985年、Xanadu)
- ジャッキー・アンド・ロイ : 『ジャッキー&ロイ』 - Jackie and Roy (1957年、Regent)
- ジョー・ジョーンズ : 『ザ・ジョー・ジョーンズ・スペシャル』 - The Jo Jones Special (1955年、Vanguard)
- ジョー・ジョーンズ : Smooth Jazz (1960年、Everest)
- メルバ・リストン : Melba Liston and Her 'Bones (1959年、Metrojazz)
- ハワード・マギー : 『ダスティ・ブルー』 - Dusty Blue (1960年、Parlophone)
- セシル・ペイン : 『ザ・コネクション』 - The Connection (1962年、Charlie Parker)
- アイク・ケベック : Congo Lament (1981年、Blue Note)
- アイク・ケベック : 『イージー・リヴィング』 - Easy Living (1987年、Blue Note)
- ソニー・スティット : 『マイ・メイン・マン』 - My Main Man (1964年、Argo)
- ソニー・スティット : Pow! (1966年、Prestige)
- サラ・ヴォーン : 『イン Hi-Fi』 - Sarah Vaughan in Hi-Fi (1955年、Columbia)
- チャーリー・ヴェンチュラ : 『イッツ・オール・バップ・トゥ・ミー』 - It's All Bop to Me (1955年、RCA Victor)
- チャーリー・ヴェンチュラ : 『ジャンピング・ウィズ・ヴェンチュラ』 - Jumping with Ventura (1955年、EmArcy)
- ランディ・ウェストン : 『デストリー・ライズ・アゲイン』 - Destry Rides Again (1959年、United Artists)
- ジョー・ウィリアムス : Everyday I Have the Blues (1984年、Savoy)
- カイ・ウィンディング & J・J・ジョンソン : Jazz Workshop Vol. 2: Trombone Rapport (1955年、Debut)
- カイ・ウィンディング & J・J・ジョンソン : 『J.J.&カイ・クインテット ベニー・グリーン・ウィズ・ストリングス』 - Kai and Jay, Bennie Green with Strings (1956年、Prestige)
- カイ・ウィンディング & J・J・ジョンソン & ベニー・グリーン & ウィリー・デニス : 『フォー・トロンボーンズ VOL.1』 - Four Trombones (1957年、Debut)